# Relazioni bilaterali tra Italia e Libano
Le relazioni bilaterali tra Italia e Libano sono state sempre buone sia dal punto di vista commerciale che diplomatico nel corso di vari secoli. Entrambi i paesi sono membri dell'Unione per il Mediterraneo.
Il Libano aprì  una legazione nel 1946, che fu trasformata in ambasciata nel 1955. Entrambi i paesi firmarono un trattato di Amicizia, Cooperazione e Navigazione nel 1949.
L'Italia aiutò nella ricostruzione del Libano dopo gli accordi di Ta'if. In più aziende italiane di ogni settore operano in Libano.